# Gaberovo, Haskovo
Gaberovo (în bulgară Габерово) este un sat în comuna Madjarovo, regiunea Haskovo,  Bulgaria. 

## Demografie
Componența etnică a satului Gaberovo
     Nicio identificare (100%)
     Altele (0%)
La recensământul din 2011, populația satului Gaberovo era de 1 locuitori. . Pentru 100,0% din locuitori nu este cunoscută apartenența etnică.